# Професіограма
Професіогра́ма — повний опис особливостей певної професії, що розкриває зміст професійної праці, а також вимог, які вона ставить перед людиною. Професіограма складається на основі аналізу змісту професійної діяльності і містить у собі загальну характеристику професії та вимоги, які професія ставить до людини.
Професіограма — це по суті документ, у якому подано комплексний, систематизований і всебічний опис об'єктивних характеристик професії і сукупності її вимог до індивідуально-психологічних особливостей людини. Головною частиною професіограми є психограма, що включає повний опис власне психологічних характеристик та професійно важливих особистісних якостей спеціаліста.
Професіограми і психограми є важливими методичними засобами профорієнтаційної роботи.
Процес створення професіограм базується на певних принципах, дотримання яких забезпечує наукову обґрунтованість результатів дослідження. Принципи професіографії сформулював К. К. Платонов. Основними з них є комплексність, цілеспрямованість, особистісний підхід, надійність (вимоги до емоційної стійкості особистості в умовах перешкод і шумів), диференціація, типізація, перспективність і реальність.
Комплексний аналіз особливостей будь-якої професії передбачає:
- виробничу характеристику професії та її спеціальностей, включаючи економічне значення, соціологічну і соціальнопсихологічну, педагогічну (перелік обсягу знань і вмінь, необхідних для успішної професійної праці, термін професійної підготовки тощо)
- характеристики професії, а також санітарно-гігієнічну характеристику умов праці з особливим наголосом на так званих шкідливих для здоров'я виробничих процесах;
- перелік медичних протипоказань для роботи у цій професії;
- психограму (перелік психологічних вимог професії до спеціаліста).